# Wittenburg (Amsterdam)
Wittenburg is een van de drie Oostelijke Eilanden in Amsterdam die in de tweede helft van de 17e eeuw in het IJ werden aangeplempt. Een verklaring voor de naam is te vinden in de naam van een der eerste scheepswerven, van Jan Witheyn (1610-1662) en zijn compagnon Jacob Burggraaf (1610-circa 1681), gesticht in 1657. De aanleg van straten en erven begon in 1661. De oudste vermelding van de naam Wittenburg is uit 1662. In de lengte van het eiland lagen twee evenwijdige smalle straten, de Grote Wittenburgerstraat en de Kleine Wittenburgerstraat. De aanleg van Wittenburg duurde enkele decennia, pas aan het einde van de 17e eeuw was het voltooid tot aan het IJ. Het duurde nog tot een eind in de 18e eeuw voordat alle erven in gebruik waren. Het eiland ligt tussen de Nieuwe Vaart (Wittenburgergracht), Kattenburgervaart, Dijksgracht en Wittenburgervaart.

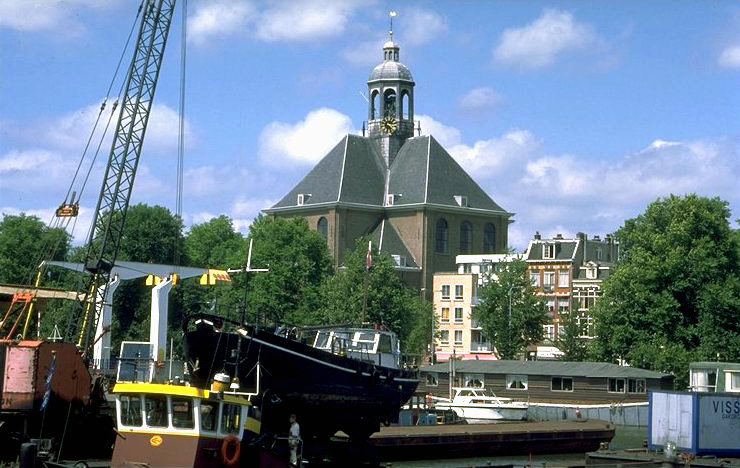
De Oosterkerk op Wittenburg, gezien vanaf de Nieuwe Vaart. Foto: bma.amsterdam.nl.

Net als op Kattenburg waren er op Wittenburg veel, voornamelijk particuliere, scheepswerven, die ook de voornaamste bron van werkgelegenheid vormden. Deze scheepswerven waren veelal toeleverancier voor de Admiraliteit, die op Kattenburg was gevestigd, en voor de Verenigde Oostindische Compagnie (VOC) op Oostenburg.
Wittenburg wordt gedomineerd door het hoge kerkgebouw van de protestantse Oosterkerk uit 1671. De kerk werd in 1962 voor de eredienst gesloten. Tussen 1978 en 1985 werd de kerk gerestaureerd. Nabij deze kerk stond van 1899 tot 1978 de Rooms-katholieke Sint-Annakerk.
De oude bebouwing van Wittenburg is na de Tweede Wereldoorlog gedeeltelijk en in de jaren zeventig en tachtig van de 20e eeuw grotendeels gesloopt en door nieuwbouw vervangen. Alleen langs de Wittenburgergracht is een deel van de oude bebouwing blijven staan, waaronder het meest markante bouwwerk, de Oosterkerk uit 1671.
Er zijn nieuwe straten gekomen, zoals de naar de 17e-eeuwse ondernemers genoemde Jacob Burggraafstraat en Jan Witheijnstraat. Waar vroeger achter de kerk tussen de Kleine en Grote Wittenburgerstraat bebouwing stond, is nu een onbebouwde strook, aanvankelijk zonder eigen naam, soms 'Wittenburgerplein' genoemd. Sinds 2007 heet het Marie Altelaarplein.

## Fotogalerij

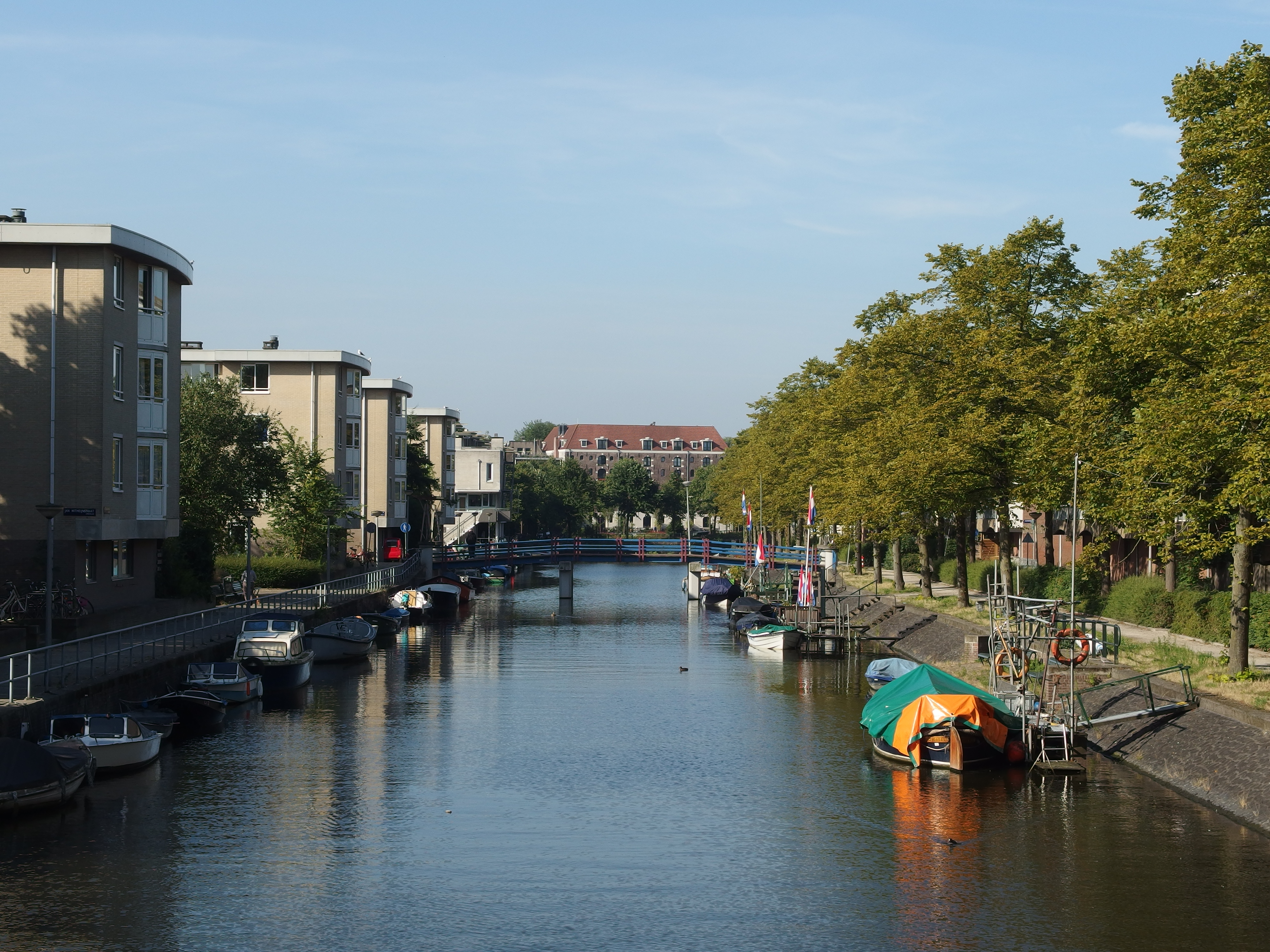
Wittenburg met de Kattenburgervaart (2015)
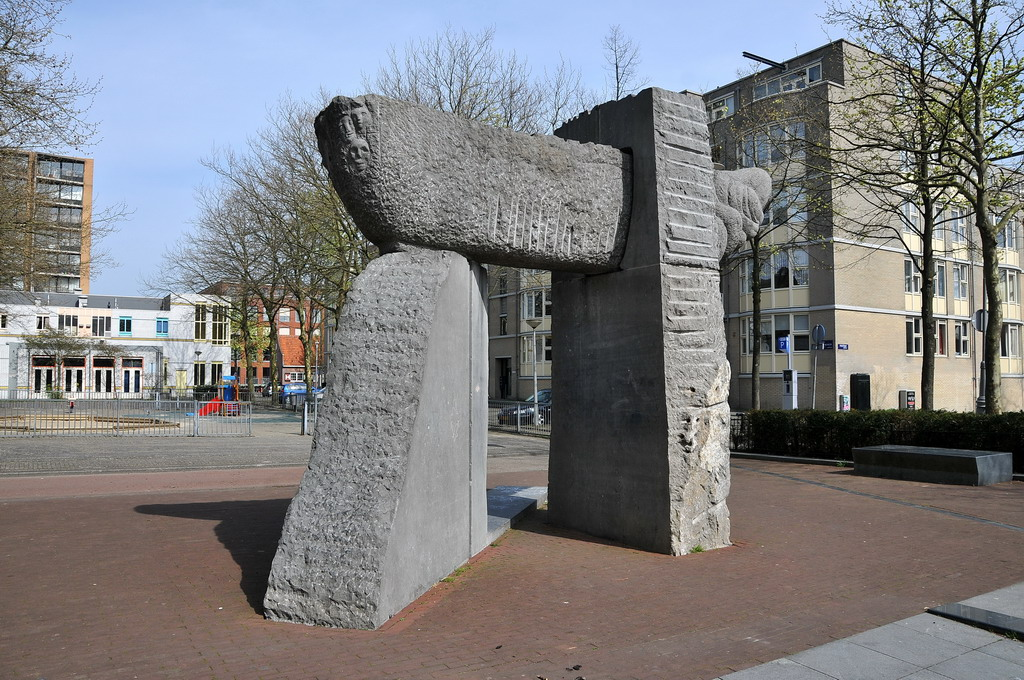
Grote Wittenburgerstraat: Monument voor het verleden van de Oostelijke Eilanden (1983)
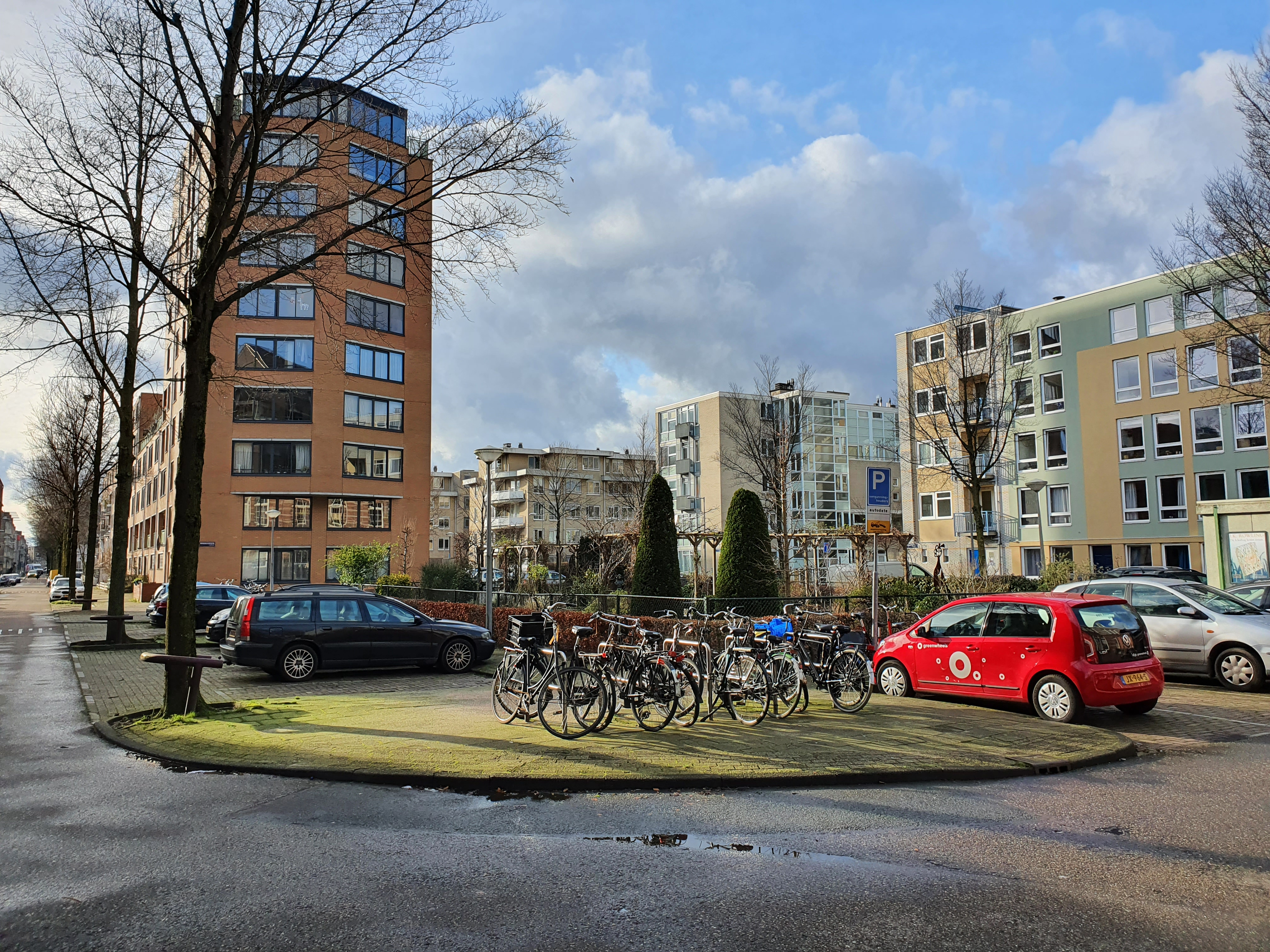
Windroosplein